# トラカイ

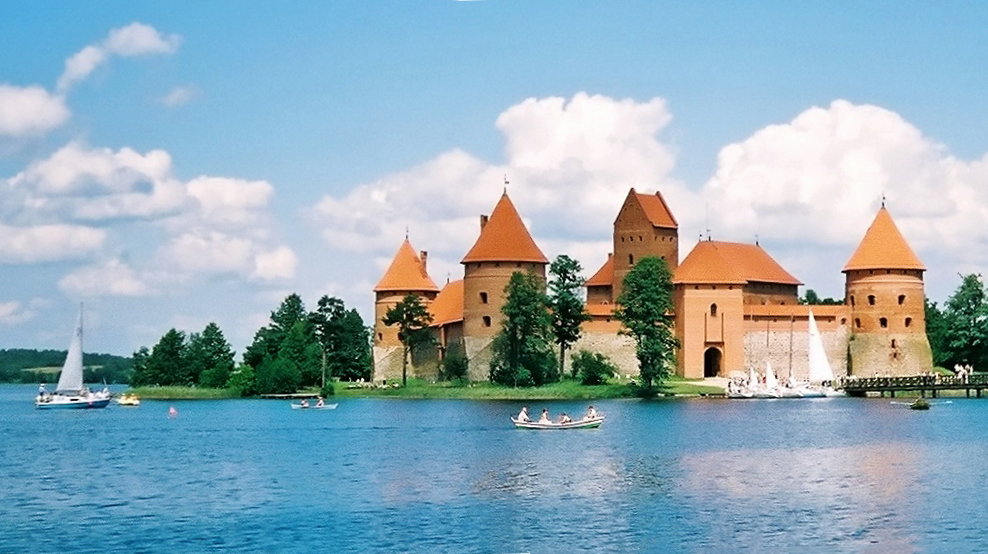
再建されたトラカイ島城

トラカイ （リトアニア語: Trakai （[ˈt̪raːkɐɪ̯ˑ] 「トラーカイ」）、 ポーランド語: Troki、ドイツ語: Traken、ロシア語: Трака́й、カライム語: Troch）は、リトアニアの都市。湖畔のリゾート地でもある。首都ヴィリニュスの西方28 km に位置する。ヴィリニュスに近いため、トラカイは人気のある観光地である。町の面積は11.52平方キロメートルで、2009年の調査では人口は5,357人である。異なる民族によって街が作られ、保存されてきたことに特色がある。カライム人、タタール人、ロシア人、ユダヤ人、ポーランド人らがここで暮らしてきた。

## 地理
トラカイ近郊には200もの湖があり、最大のものは21の小島が浮かぶガルヴェ湖（Galvė）である。周辺はトラカイ歴史国立公園（82平方キロメートル）となっている。
トラカイは水上に建てられた町である。周囲をルカ湖 (lt) 、トトリシュキュー湖 (lt) 、ガルヴェ湖、アクメナ湖 (lt) 、ギルジス湖(Gilužis)などに囲まれている。

## 歴史

### 初期
初めてこの一帯に定住地が現れたのは、11世紀頃である。セニエイ・トラカイ村 (Senieji Trakai) 周囲と同様に街は13世紀に発展し始めた。言い伝えによれば、収穫の多い猟の後、リトアニア大公ゲディミナスは、首都ケルナヴェから遠くない所に湖に囲まれた美しい地を見つけた。彼はそこでこの地に城を築くことにした。セニエイ・トラカイ村にある旧トラカイ城の成り立ちはこのようになっている。トラカイの名は、1337年のドイツ騎士団の年代記に初めて登場する。この年が街の創建された公式の年となっている。ゲディミナス大公は最終的にヴィリニュスへ移り住み、セニエイ・トラカイは彼の息子であるケーストゥティス公が相続した。トラカイ公国が発展すると、街は繁栄の10年を迎えた。

### 黄金時代

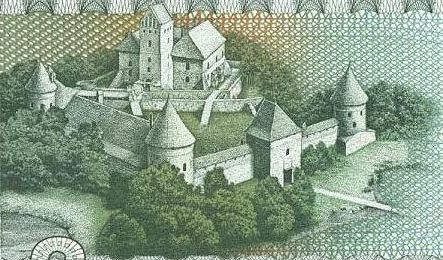
トラカイ島城

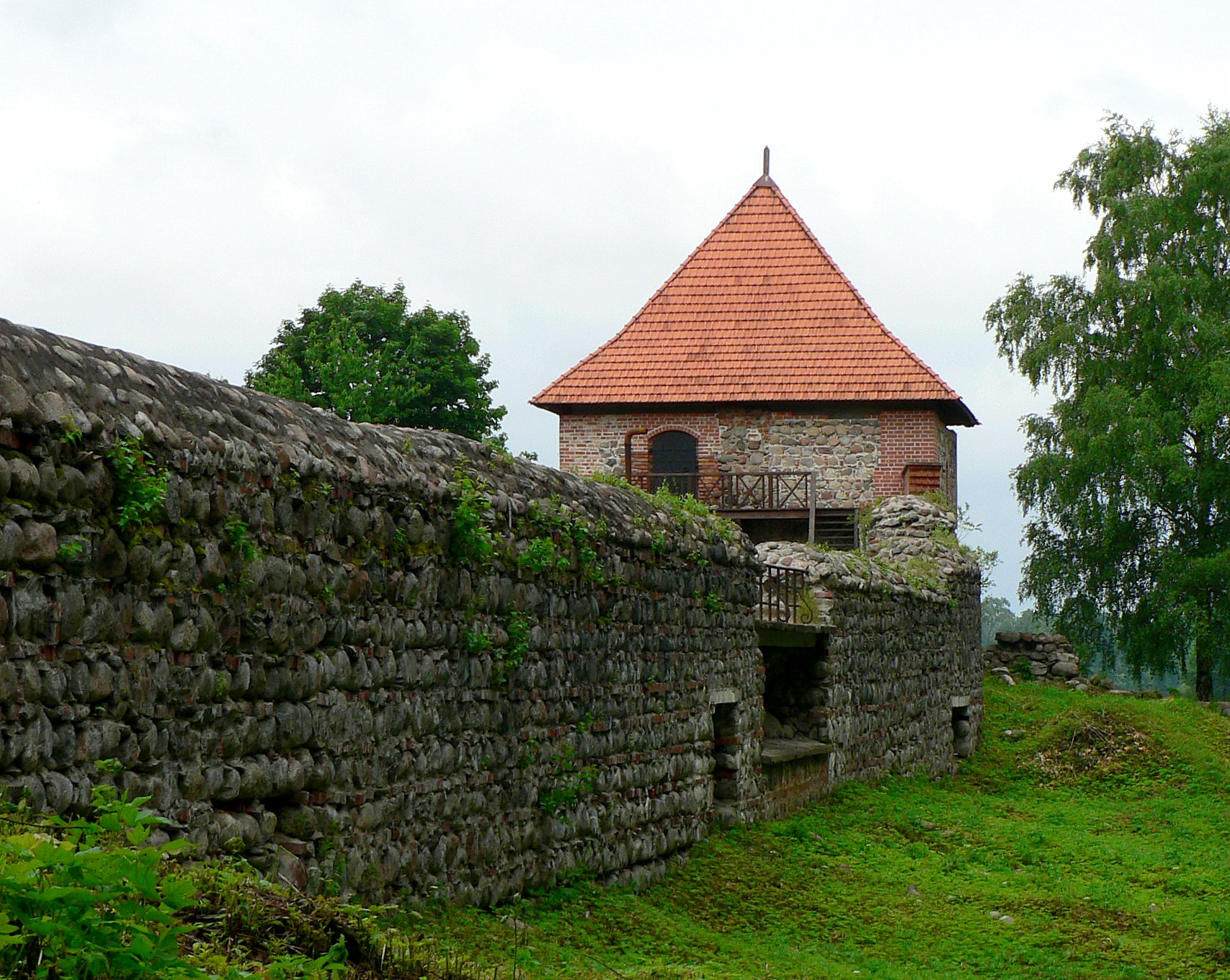
トラカイ半島城

ケーストゥティス公は、セニエイ・トラカイから現在の場所へ街を移した。新たな場所に集中的に建設が行われた。新たな城がガルヴェ湖とルカ湖の間にある水道上に築かれた（トラカイ半島城）。そしてその他に、ガルヴェ湖上のトラカイ島城が築かれた。城周囲に村ができた。新たな城は最も有名なリトアニア君主、ヴィタウタスの出生地となった。トラカイの近辺はセニエイ・トラカイ、ストレヴァ、ブラズオレ、ダニリスケスや、その他の砦によってドイツ騎士団の攻撃から守られていた。このような防御にかかわらず、連続して数度も騎士団によって半島城と島城の両方が荒らされた。
街は、大公ヨガイラ（ポーランド王としてはヴワディスワフ2世）と叔父ケーストゥティスの対立の舞台となった。1382年、ヨガイラとケーストゥティスの両軍がトラカイ近郊でにらみ合った。しかしヨガイラは叔父を罠にかけ、クレヴァに監禁した。数週間後、ケーストゥティスは囚われの身のまま死に、ヨガイラは城を、リトアニアの正式な総督となった弟のスキルガイラへ与えた。しかし、彼の支配は短期間で終わる。1383年、ケーストゥティスの子ヴィータウタスとドイツ騎士団の連合軍が押し寄せ、街を落としたのである。1392年、ヴィタウタスとヨガイラはこの対立を終わらせるため、オストロフの和平 (Astrava Treaty) を結んだ。ヨガイラが形式的に上位であったものの、ヴィータウタスはリトアニア大公になった。ヴィタウタスはトラカイを含む父親の所領を取り戻した。彼は公式の首都をヴィリニュスにおいていたが、トラカイで多くの時を過ごした。15世紀初頭、古い木造の要塞に替わって石造りの城に建てられた。一部の設計要素は、ヨガイラに対抗してドイツ騎士団と同盟を結んでいた時期のあるヴィタウタスが、ドイツ騎士団から借用したものである。

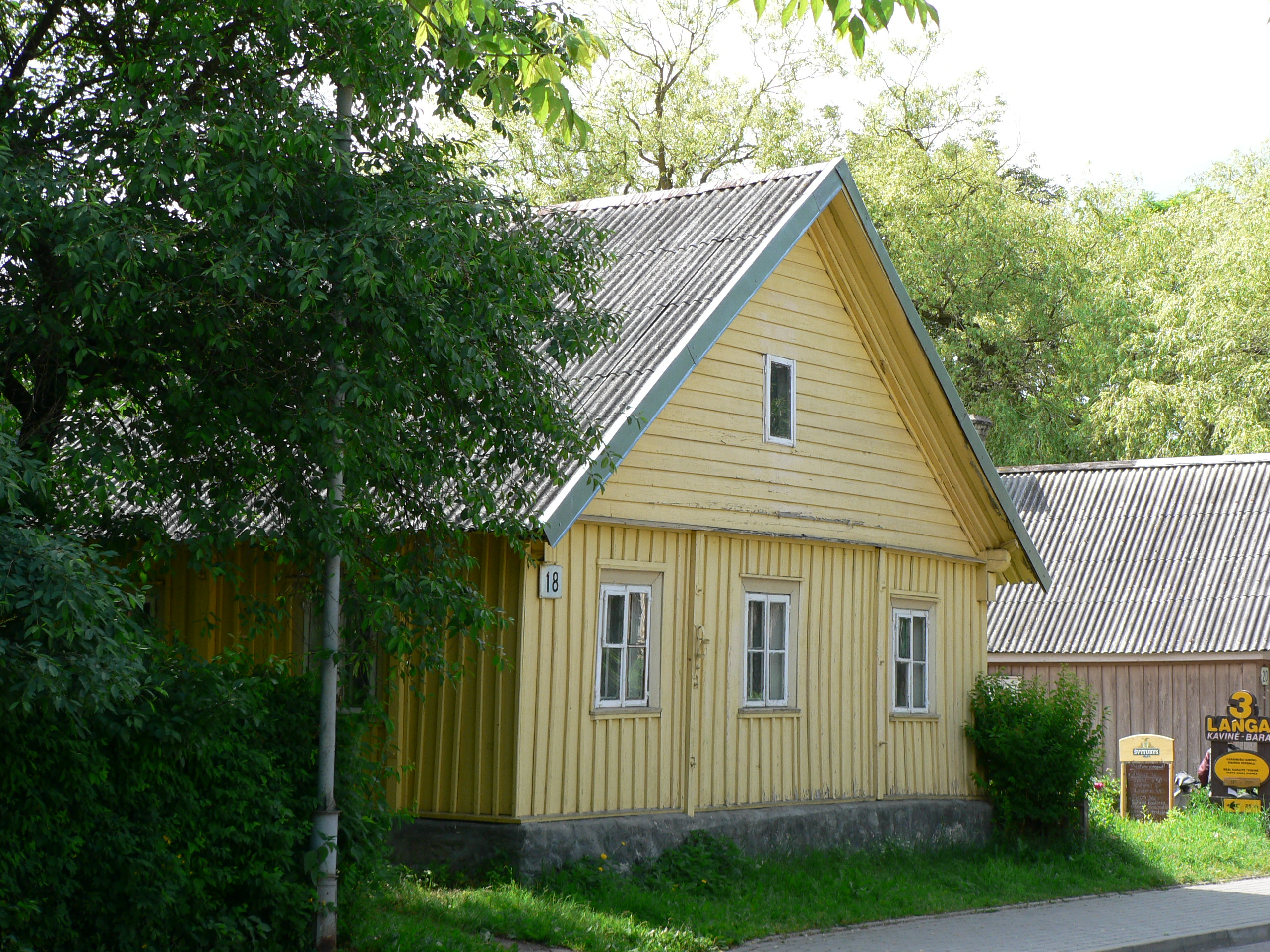
トラカイにあるカライム人の家。典型的な木造の三窓である

トラカイは公国の政治・行政上の中心地となり、事実上の首都と呼ばれていた 。煉瓦造りの城の建設が終わり、カトリック教会が建てられた。1409年、街はマクデブルク法で特権を授けられた。市特権を得たリトアニア最初の街となった。村はたちまち街に発展した。1413年、トラカイ県 (Trakai Voivodeship) が置かれ、行政と商業の中心地として知られた。

### 衰退と再建

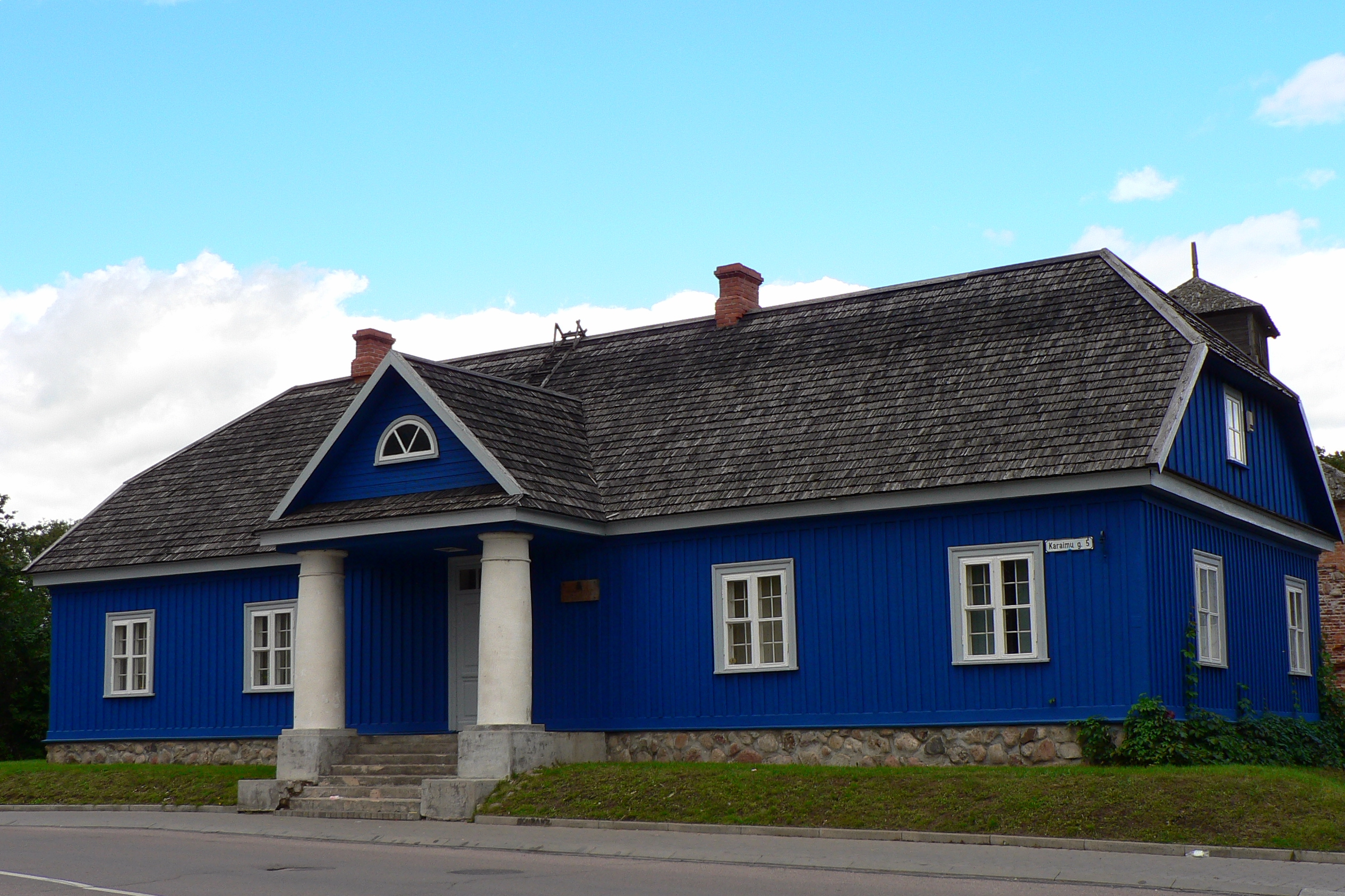
旧郵便局

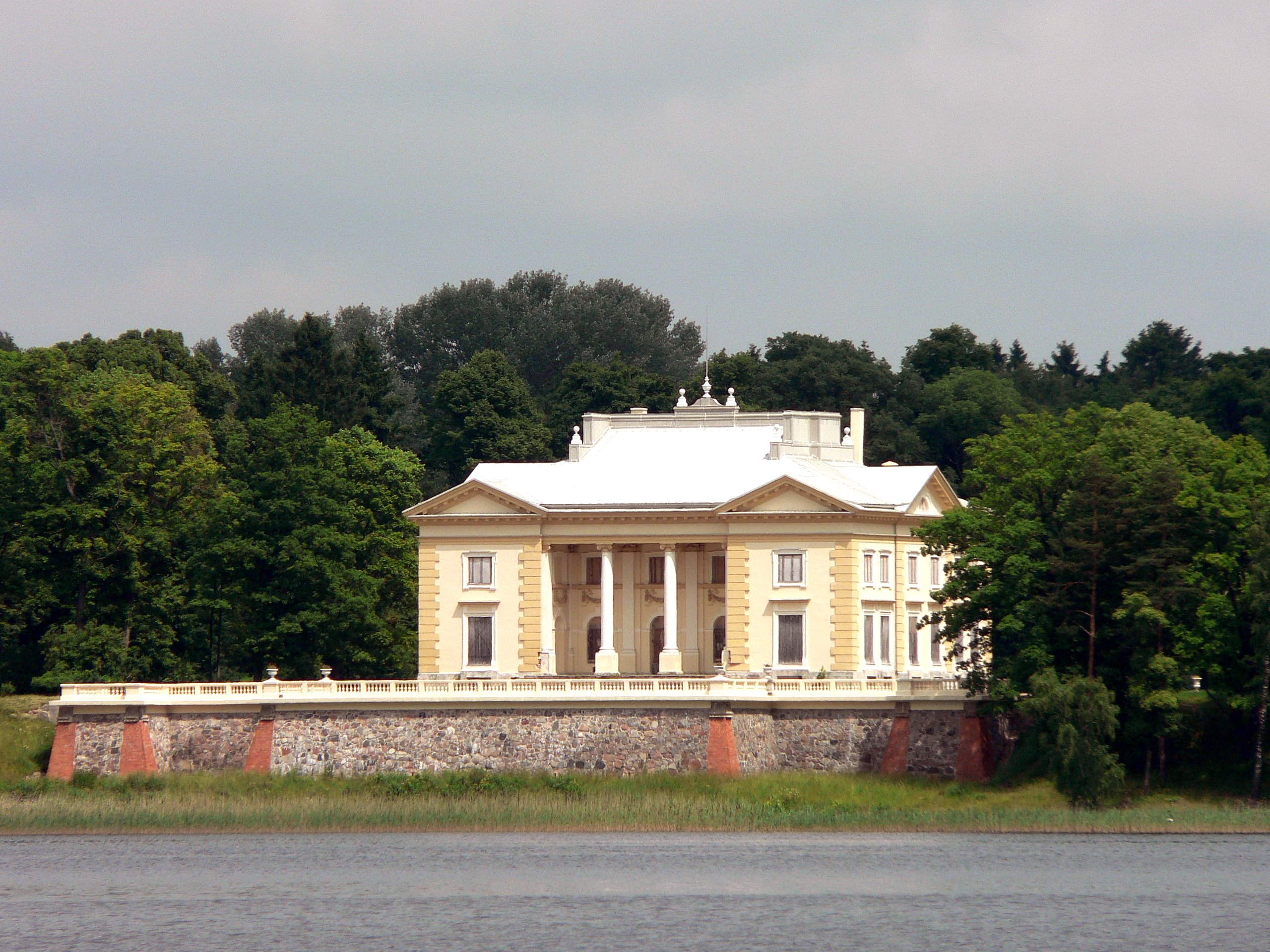
ガルヴェ湖のTyszkiewicz宮

1569年のルブリン合同によって、リトアニア大公国がポーランド王国と一体化した後、城は王家の財産のまま残った。しかし街の重要性は次第に衰えていった。ヴィリニュスが近いことと、連合の政治中心地クラクフがさらに重要となったためである。それでも、街には地方議会セイミク (Sejmik) が置かれていた。ポーランド語の文献によると、街の名前はトロキ (Troki) とされ始めた。1477年、トラカイ島城はカジミェシュ4世とヴェネツィア共和国の全権公使が面会する場所となった。後には、城は政治犯を収容する豪華な監獄となったこともある。ジグムント1世は、陰謀を企んだとしてリトアニア貴族ゴスタウタイ家 (Goštautai) の一員をトラカイ島城に閉じこめた。ポーランド王アレクサンデルの未亡人ヘレナは、モスクワ大公国軍から逃げられないようにトラカイにとどめ置かれた。ジグムント1世によって城は外観を一新し、彼はここを夏の離宮とした。しかし、1548年に彼が死ぬと、城は次第に荒れるがままにされた。
ロシア・ポーランド戦争の間、1654年から1667年にかけ街は略奪され火を放たれた。1655年には、モスクワ大公国との戦争の影響で、どちらの城も荒れ果て、街の繁栄はついに終焉を迎えた。城の廃墟は、歴史的なランドマークのままだった。大北方戦争（1700年 - 1721年）では、トラカイは再び略奪され、国中が襲われていた飢饉とペスト流行に見舞われた。
1795年のポーランド分割後、トラカイを含むこの地域はロシア帝国に併合された。第一次世界大戦後、一帯はポーランドが占領した。1929年、ポーランド当局はトラカイ島城の再建を命じた。城上階の事業は1939年にほぼ完成した。同じ時期に、ポーランド侵攻が始まり、すぐにソヴィエト連邦、そしてナチス・ドイツに併合された。戦争の間、500人を超えるトラカイ地方のユダヤ人がナチスによって殺害された。1944年、テンペスト作戦 (Operation Tempest) で街は国内軍と赤軍パルチザンによって解放された。第二次世界大戦後、再びソ連に併合された。
1961年、城上階の再建と塔の建設が完成した。1960年12月21日にニキータ・フルシチョフの行った演説の結果、事業が停止することになった。ソ連の第一書記は、城の再建はリトアニアのかつての封建制度を賛美するものだと表明したのである。下階の事業は1980年代まで終わらなかった。完了したのは1990年代初め、リトアニア当局の手によってであった。今日、島城は主要観光地となり、オペラやコンサートといった多種の文化行事の会場となっている。

## カライム人のコミュニティー

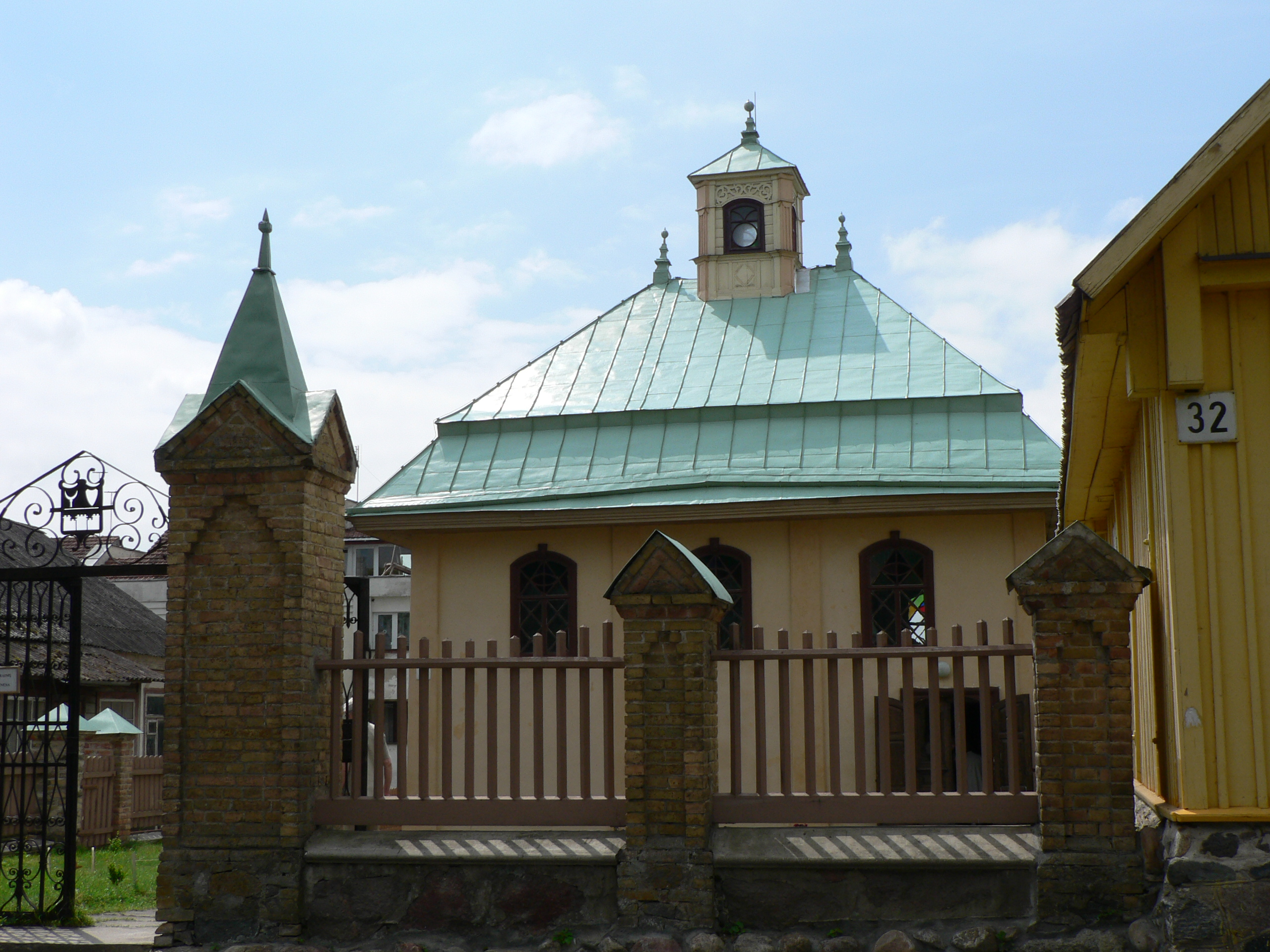
カライムの集会所

カライム人（カライテス人とも）は、カライム語を話すユダヤ系の少数民族である。彼らはヴィタウタス大公がジョチ・ウルス遠征を行った後、1397年から1398年にクリミア半島から連れてこられた。キリスト教徒とカライム人共同体は、マクデブルク法に従い分離した自治政府を授けられた。ポーランド化が進んだにもかかわらず、トラカイはカライム人の文化・信仰中心地として知られていた。16世紀と17世紀には、トラカイで活躍した学者、イサアク・ベン・アブラハム（1533年-1594年？）やヨゼフ・ベン・モルデカイ・マリノフスキといった人物が出た。カライム人の一部は富みを得て貴族となった。町の経済を背景にしたカライム人共同体は、フメリニツキーの乱と1648年の虐殺で過酷な扱いを受けた。1680年には、わずか30家族のカライム人が町に残っているにすぎなかった。彼らは伝統として改宗者を受け入れない。18世紀初頭の戦争、飢饉、ペスト流行でカライム人はわずか3家族にまで減った。1765年には世帯が増え、300家族になった。

## 姉妹都市
| - ライネ、1996年から - マルボルク、1997年から - アランヤ - ノヴィ・ソンチ | - ギジツコ - イヴァーノ＝フランキーウシク - ヤーヴォリウ - シェーネベック | - ボルネ - ヤロスワフ - トゥルゴヴィシュテ - ベルンブルク |